# Grayócelos
Los grayócelos (en latín, Graioceli) eran un pequeño pueblo galo, que, con los ceutrones en el valle de la Tarentaise y Haut-Faucigny, los salases en el valle de Aosta o incluso en los Médulles en Maurienne, sobre el Mont-Cenis (Col du Mont-Cenis), controlaban uno de los pasos alpinos. La capital de este pueblo habría sido Ocellum, seguramente la ciudad de Avigliana (Torino), Italia.
Los grayócelos nos son conocidos por una mención de Julio César, en sus Comentarios a la guerra de las Galias. Cita a los grayócelos, los cuales intentaron, en el año 58 a. C., oponerse con los ceutrones y los caturiges, a su paso entre Ocellum en la Galia Cisalpina y el territorio de los voconcios:
él (César) gana Italia por grandes etapas; hay dos legiones, pone en campaña otras tres que tomaban sus refugios de invierno en torno a Aquileya, y con sus cinco legiones se dirige hacia la Galia Ulterior, tomando lo más corto, 
a través de los Alpes. Allí, los ceutrones, los grayócelos, los caturiges, que había ocupado las posiciones dominantes, intentan prohibir el paso a su ejército. 
Julio César, Comentarios a la guerra de las Galias, libro I, 10.

### Wikisource
- Julio César, Comentarios a la guerra de las Galias, libro I (en francés).